# 胜利之日：起源
決勝之日：次世代（Day of Defeat: Source）為Valve使用Source引擎開發新版的《決勝之日》，于2004年宣佈。和原先的版本不同的是，決勝之日的所有圖像系統將會重寫。Valve在2005年2月24日宣佈這個遊戲會在春天通過Steam放出。但是直到7月22日，遊戲還沒有出現。

決勝之日：次世代遊戲画面

Valve對跳票行為沒有做出解釋，只是說會推遲到夏天發佈。最后游戏于2005年9月26日发行。
玩家可以選擇同盟國中的美國，也可以選擇軸心國的納粹德國，但去除了上作的英國。
每個陣營都有6個兵種，分別為步槍兵、突擊兵、補給兵、狙擊手、機槍手、火箭兵。
Day of Defeat 再现了第二次世界大战中欧洲战场上的火热豪情。 有步兵、狙击手或机枪手等多种角色设定。 DoD:S 借助 Valve 最新的引擎技术 Source，使游戏画面更加绚丽，音效更加震撼。